# Eskäret
Eskäret är en ö i Åland (Finland). Den ligger i Skärgårdshavet och i kommunen Kökar i landskapet Åland, i den sydvästra delen av landet. Ön ligger omkring 64 kilometer sydöst om Mariehamn och omkring 230 kilometer väster om Helsingfors.
Öns area är 7,2 hektar och dess största längd är 0,5 kilometer i sydväst-nordöstlig riktning. Ön höjer sig omkring 10 meter över havsytan.
I övrigt finns följande på Eskäret:
- Fölskär (en ö)
- Höterhäran (ö)